# Francesca Colapietro
Francesca Colapietro (Napoli, 7 settembre 1983) è un'attrice, cantante e ballerina italiana.

## Biografia
Nel 2005 collabora con Bruno Lauzi e Gian Franco Reverberi nel musical Una volta nella vita. Prende parte inoltre ad una serie di allestimenti presso il teatro Sistina, come protagonista e coprotagonista.
Dal 2006 al 2008 veste i panni di Bloom, protagonista del Winx Power Show, sia per la tournée teatrale che per la televisione (RAI), in sostituzione dell'attrice originale Mary Dima.
Entra poi a far parte della Compagnia della Rancia, interpretando Frenchy nel musical Grease.
Nel 2008 incontra Massimo Ranieri, che la sceglie e la dirige come co-protagonista nel musical Poveri ma belli, accanto a Bianca Guaccero.
Lo stesso Massimo Ranieri la dirige nella versione televisiva di Napoli milionaria di Eduardo De Filippo, in prima serata su Rai 1 nel ruolo di Teresa.
Negli anni successivi viene selezionata in diversi spettacoli teatrali; è protagonista dell'opera-musical Il Principe della Gioventù di Riz Ortolani, con la regia di Giuliano Peparini; recita il ruolo di Lucilla ne Il borghese gentiluomo di Molière, accanto a Massimo Venturiello e Tosca, e affianca Marisa Laurito nella commedia musicale La signora delle mele, con le musiche originali di Nicola Piovani.
Nel 2012 è protagonista dell'opera musicale La Congiura (per il Maggio Musicale Fiorentino), ancora con le musiche di Ortolani.
In seguito prepara uno spettacolo su Lucio Dalla con il pianista Mariano Bellopede e il regista Carmine Borrino, che porta in giro per l'Italia per diversi anni. Durante questo periodo registra le voci su alcune canzoni degli artisti Simone Spirito e Stefano Tucci.
Nel 2023 è protagonista del terzo episodio del progetto Conferenze cantate per il teatro Trianon Viviani con lo spettacolo Le mille e una Napoli, sulla storia e la cultura partenopea, al fianco dell'arrangiatore e pianista Mariano Bellopede.
Nel 2019 insieme al pianista Mariano Bellopede, Carmine Marigliano al flauto traverso, Cristian Capasso al basso e Gabriele Borrelli alle percussioni, partecipa ad un grande concerto facente parte della rassegna Suoni del Mediterraneo nel complesso monumentale di San Lorenzo Maggiore a Napoli.
Dal febbraio del 2023 entra a far parte del cast di Un posto al sole nel ruolo del magistrato Lucia Cimmino.

## Teatro
- Una Volta nella Vita, regia di C. Villani, musiche di Bruno Lauzi (2005)
- Winx Power Show, regia di S. Vivinetto (2006-2007) nel ruolo di Bloom
- Grease, regia di F. Bellone (2007-2008)
- Poveri ma Belli, regia di M. Ranieri (2008-2009)
- La Congiura, regia di G. Peparini e musiche di Riz Ortolani (2010-2016)
- Il Borghese Gentiluomo, regia di Massimo Venturiello (2012)
- La Signora delle Mele, regia di Bruno Garofalo (2013)

## Televisione
- Zecchino d'Oro 2006 (Rai Uno) ospite
- Zecchino d'Oro 2007 (Rai Uno) ospite
- Winx Club - Vola sulle Ali (Raisat Smash) (2008)
- Winx Power Show (Raisat Smash) (2008)
- Winx Club (Rai Yoyo) (2008-2009)
- Napoli Milionaria (Rai 1) (2010)
- Mina Settembre (Rai 1) (2021)
- Le Mille e una Napoli (Canale 21) (2023)
- Un Posto al Sole (Rai 3) (2023 - in corso)

## Cinema
- Winx Power Show (2006)
- Mica é colpa mia (Netflix) (2023)